# Ruta F-962-G
Es un Ramal de la Autovía Litoral Central que abarca la Región de Valparaíso en el Valle Central de Chile. El Ramal se inicia en Orrego y finaliza en Las Pataguas.

## Ramal Autovía Litoral Central

### Sectores del Ramal
- Orrego·Las Pataguas 24 km de calzada simple.

### Enlaces
- Ramal Algarrobo-Casablanca
- kilómetro 0 Orrego.
- kilómetro 24 Variante Las Pataguas.
- Ramal Algarrobo-Cartagena-San Antonio

- Datos: Q6113980